# Гапонова Ганна Валентинівна
Ганна Валентинівна Гапонова, (нар. 28 жовтня 1985) — українська настільна тенісистка, бронзова призерка чемпіонату Європи 2015 року у складі збірної України, багаторазова переможниця i призерка чемпіонатів України. Майстер спорту України міжнародного класу.

## Клубна кар'єра
- «Montpellier», Франція
- «Норд» (Донецьк) — сезон 2009/10[3], 2010/11[4]
- «Břeclav», Чехія — сезон 2012/13[5][6], 2013/14[7]
- «Galaxy Białystok», Польща — сезон 2014/15[8][9]
- "QUIMPER CTT", Кемпер, Франція — сезон 2019/20[10]

## Різне
Закінчила Харківський гуманітарний університет «Народна українська академія», Харківську державну академію фізичної культури.